# Lina Boussaha
Lina Boussaha (Saint-Denis, 16 de enero de 1999) es una jugadora profesional de fútbol que juega como centrocampista en el club Al-Nassr de la Saudi Women's Premier League. Nacida en Francia, juega en la selección nacional de Argelia.

## Trayectoria
Graduada en la cantera del Paris Saint-Germain, Boussaha debutó como profesional con el club el 9 de octubre de 2016 en una victoria por 3-0 en liga contra el Metz.
El 10 de julio de 2018, Boussaha fichó por el Lille en calidad de cedida por una temporada.El 30 de septiembre de 2018 marcó el primer gol de su carrera en la selección absoluta en el empate a uno contra su club de origen, el PSG. También marcó goles en cuartos de final y semifinales de la Copa Femenina de Francia, que ayudaron al club a alcanzar la primera final de copa de su historia.
El 19 de diciembre de 2022, el club saudí Al-Nassr anunció el fichaje de Boussaha. Marcó dos goles en cuatro partidos durante la temporada 2022-23 y ayudó a su equipo a convertirse en el primer campeón de la Saudi Women's Premier League. En la temporada 2023-24 contribuyó a la conquista del título al quedar tercera en la tabla de goleadoras de la liga con 12 tantos, por detrás de la venezolana Oriana Altuve (14) y la marroquí Ibtissam Jraïdi (17). También ganó el premio a la mejor jugadora de la temporada de la Saudi Women's Premier League.

## Selección nacional
Boussaha es una ex internacional juvenil francesa y formó parte de la Francia sub-19 que alcanzó la final del Campeonato Europeo Femenino Sub-19 de la UEFA 2017.
El 15 de septiembre de 2023, Boussaha recibió su primera convocatoria con la selección nacional de Argelia para los partidos de Clasificación para el Campeonato Femenino de la CAF 2024. El 20 de septiembre, debutó en la victoria por 2-1 contra Uganda.

### Participaciones
Actualizado al último partido disputado el 30 de noviembre de 2024.
| Selección | Año   | Partidos | Goles |
| --------- | ----- | -------- | ----- |
| Argelia   | 2023  | 4        | 1     |
| Argelia   | 2024  | 8        | 1     |
| Total     | Total | 12       | 2     |

### Goles internacionales
| N.º | Fecha                   | Estadio                                    | Rival        | Gol | Resultado | Competición                                         |
| --- | ----------------------- | ------------------------------------------ | ------------ | --- | --------- | --------------------------------------------------- |
| 1.  | 30 de noviembre de 2023 | Estadio 5 de julio de 1962, Argel, Argelia | Burundi      | 3-1 | 5-1       | Clasificación para el Campeonato Femenino de la CAF |
| 2.  | 27 de febrero de 2024   | Estadio Nelson Mandela, Argel, Argelia     | Burkina Faso | 1-0 | 3-0       | Amistoso                                            |

## Estadísticas

### Clubes
Actualizado al último partido disputado el 21 de diciembre de 2024.
| Club                        | Div.          | Temporada     | Liga  | Liga  | Liga   | Copas | Copas | Copas  | Internacional | Internacional | Internacional | Total | Total | Total  | Media goleadora |
| Club                        | Div.          | Temporada     | Part. | Goles | Asist. | Part. | Goles | Asist. | Part.         | Goles         | Asist.        | Part. | Goles | Asist. | Media goleadora |
| --------------------------- | ------------- | ------------- | ----- | ----- | ------ | ----- | ----- | ------ | ------------- | ------------- | ------------- | ----- | ----- | ------ | --------------- |
| Paris Saint-Germain Francia | 1.ª           | 2016-17       | 3     | 0     | -      | 1     | 0     | -      | -             | -             | -             | 4     | 0     | -      | 0               |
| Paris Saint-Germain Francia | 1.ª           | 2017-18       | 0     | 0     | -      | 2     | 0     | -      | -             | -             | -             | 2     | 0     | -      | 0               |
| Lille Francia               | 1.ª           | 2018-19       | 20    | 2     | -      | 5     | 2     | -      | -             | -             | -             | 25    | 4     | -      | 0.16            |
| Lille Francia               | Total club    | Total club    | 20    | 2     | -      | 5     | 2     | -      | -             | -             | -             | 25    | 4     | -      | 0.16            |
| Paris Saint-Germain Francia | 1.ª           | 2019-20       | 1     | 0     | -      | 3     | 4     | -      | 3             | 0             | -             | 7     | 4     | -      | 0.57            |
| Paris Saint-Germain Francia | Total club    | Total club    | 4     | 0     | -      | 6     | 4     | -      | 3             | 0             | -             | 13    | 4     | -      | 0.31            |
| Le Havre Francia            | 1.ª           | 2020-21       | 2     | 1     | -      | -     | -     | -      | -             | -             | -             | 2     | 1     | -      | 0.5             |
| Le Havre Francia            | Total club    | Total club    | 2     | 1     | -      | -     | -     | -      | -             | -             | -             | 2     | 1     | -      | 0.5             |
| Al-Nassr Arabia Saudita     | 1.ª           | 2022-23       | 4     | 2     | -      | -     | -     | -      | -             | -             | -             | 4     | 2     | -      | 0.5             |
| Al-Nassr Arabia Saudita     | 1.ª           | 2023-24       | 14    | 12    | 3      | 2     | 2     | -      | -             | -             | -             | 16    | 14    | 3      | 0.88            |
| Al-Nassr Arabia Saudita     | 1.ª           | 2024-25       | 8     | 11    | 3      | 1     | 3     | 0      | 3             | 1             | 0             | 12    | 15    | 3      | 1.25            |
| Al-Nassr Arabia Saudita     | Total club    | Total club    | 26    | 25    | 6      | 3     | 5     | 0      | 3             | 1             | 0             | 32    | 31    | 6      | 0.97            |
| Total carrera               | Total carrera | Total carrera | 52    | 28    | 6      | 14    | 11    | 0      | 6             | 1             | 0             | 72    | 40    | 6      | 0.56            |
|                             |               |               |       |       |        |       |       |        |               |               |               |       |       |        |                 |

## Palmarés

### Campeonatos nacionales
| Título             | Equipo              | Año  |
| ------------------ | ------------------- | ---- |
| Copa               | Paris Saint-Germain | 2018 |
| Campeonato de Liga | Al-Nassr            | 2023 |
| Campeonato de Liga | Al-Nassr            | 2024 |

### Distinciones individuales
| Distinción                                                | Años |
| --------------------------------------------------------- | ---- |
| Mejor jugadora de la Saudi Women's Premier League         | 2024 |
| Equipo de la temporada de la Saudi Women's Premier League | 2024 |